# سارة لانكشاير
سارة جين أبيجيل لانكشاير أو (بالإنجليزية: Sarah Lancashire)‏ (من مواليد 10 أكتوبر 1964) هي ممثلة بريطانية من أولدهام ، إنجلترا . تخرجت من مدرسة جيلدهول للموسيقى والدراما في عام 1986 وبدأت حياتها المهنية في المسرح المحلي ، بينما كانت تدرس دروس الدراما في جامعة سالفورد . لاقت لانكشاير نجاحًا شائعًا في البرامج التلفزيونية بما في ذلك شارع التتويج (1991-1996 ، 2000) ، أين القلب (1997-1999) ، تسجيل الوقت (2000) ، رؤية الأحمر (2000) وحظيت باعتراف واسع النطاق. في يوليو 2000 ، وقعت لانكشاير عقدًا ذهبيًا لمدة عامين مع شبكة ITV مما جعلها الممثلة التلفزيونية الأعلى أجرًا في المملكة المتحدة.

## الحياة والعمل (القرن العشرين)

### بدايات الحياة والبدايات المهنية (1964-1990)
ولدت سارة جين أبيجيل لانكشاير في 10 أكتوبر 1964 في أولدهام ، لانكشاير .  كان والدها ، جيفري لانكشاير (1933-2004) ، كاتب سيناريو تلفزيوني معروفًا بعمله في مسلسلات التويج شارع التتويج وأفلام كوميدية مثل The Cuckoo Waltz .   عملت والدتها هيلدا كمساعد شخصي لجيفري. لديها ثلاثة أشقاء ، أحدهم أكبرها ، وواحد أصغرها وتوأم.  تلقى لانكشاير تعليمه في مدرسة مدرسة أولدهام هولمي النحوية بين عامي 1976 و 1981.  في سن ال 17 ، بدأت تعاني من الاكتئاب . 